# اکه
اکه ( به فرانسوی: Eecke) یک کامین در فرانسه با جمعیت ۱٬۰۷۱ نفر است که در نور-پا-دو-کاله واقع شده‌است.